# United States Naval Station Tutuila Historic District
United States Naval Station Tutuila Historic District är en park i Amerikanska Samoa (USA).   Den ligger i distriktet Östra distriktet, i den västra delen av landet, 2 km öster om huvudstaden Pago Pago. United States Naval Station Tutuila Historic District ligger 3 meter över havet. Den ligger på ön Tutuila Island.
Terrängen runt United States Naval Station Tutuila Historic District är huvudsakligen kuperad, men söderut är den platt. Havet är nära United States Naval Station Tutuila Historic District åt nordost.  Närmaste större samhälle är Pago Pago, 2,0 km väster om United States Naval Station Tutuila Historic District. 